# Klara Guseva
Klara Ivanovna Guseva (ryska: Клара Ивановна Гусева), född 8 mars 1937 i Tambov oblast, död 12 maj 2019 i Moskva, var en rysk skridskoåkare som tävlade för Sovjetunionen.
Guseva blev olympisk guldmedaljör på 1 000 meter vid vinterspelen 1960 i Squaw Valley.